# Logica aristotelica
La Logica comprende una serie di scritti aristotelici raccolti nel titolo complessivo di Organon (in greco "Strumento") comprendenti:
1. Le categorie (un libro)
2. De Interpretatione (un libro)
3. Analitici primi (due libri)
4. Analitici secondi (due libri)
5. Topici (otto libri)
6. Elenchi sofistici (un libro)

## Definizione e tipi di predicazione in Aristotele

### Aristotele nell'Accademia
Aristotele passò circa vent'anni della sua vita nell'Accademia (dal 366 a.C. al 347 a.C., anno della morte di Platone). È piuttosto improbabile che questo fatto non abbia lasciato un'impronta sulla sua concezione della realtà e sul suo modo di filosofare. Sappiamo inoltre che Aristotele già nell'Accademia esercitò la funzione di docente e tenne dei corsi di retorica e di dialettica; è dunque verosimile che le parti più antiche della Retorica e dei Topici (trattato dedicato appunto alla dialettica) risalgano proprio a questo periodo. Se questo è vero, le origini del pensiero di Aristotele vanno ricercate in una discussione critica sulla dialettica dell'ultimo Platone.
Un dato da tenere in considerazione è il fatto che l'Accademia non costituiva una scuola dogmatica e gli insegnamenti del maestro non venivano imposti ai discepoli: nell'Accademia si praticava il metodo del dialogo per brevi domande e risposte e anche le dottrine fondamentali di Platone, come la teoria delle idee, venivano sottoposte a discussione critica. Al riguardo possediamo i frammenti di un'opera perduta di Aristotele, il Trattato Sulle Idee, in cui vengono riprese e sviluppate gran parte delle obiezioni circolanti nell'Accademia contro la teoria delle idee, tra cui l'argomento del terzo uomo (già esposto dallo stesso Platone nel Parmenide).  È dunque probabile (nonostante la diversa opinione di Werner Jaeger) che, già all'epoca della sua permanenza nell'Accademia, Aristotele avesse sviluppato un'autonoma concezione della realtà; in particolar modo, questi doveva negare l'esistenza delle idee come universali che esistano separatamente dalle cose particolari; in altre parole, pur essendo Aristotele d'accordo con Platone sul fatto che gli universali come "uomo", "giusto", "bianco" per essere conoscibili dovessero avere un certo grado di realtà, non condivideva l'attribuzione a questi di un'esistenza separata rispetto agli oggetti (i singoli uomini, le singole cose bianche, giuste, ecc.) di cui questi universali si predicano.
Se è vero quanto si è detto, la dialettica insegnata da Aristotele doveva avere almeno un tratto distintivo fondamentale rispetto a quella teorizzata da Platone: dialettica significa arte della discussione dialogica e Platone intendeva quest'arte come conoscenza delle idee: secondo il maestro di Aristotele, per essere in grado di utilizzare il linguaggio (e dunque di dialogare correttamente) bisogna conoscere i referenti oggettivi a cui i nomi si riferiscono (le cose particolari per i nomi propri, le idee per i nomi comuni). Anche secondo Aristotele devono esistere dei referenti oggettivi per i nomi comuni (gli universali); tuttavia, questi referenti non si identificano con le idee (per il fatto che non esistono separatamente dalle cose particolari). La dialettica aristotelica è dunque una dialettica senza idee, una dialettica che pur ipotizzando un certo grado di realtà per i concetti universali, sospende il giudizio sul tipo di realtà che questi possiedono, trasformandosi in una tecnica di discussione che prescinda dal contenuto (limitandosi a fornire una serie di regole sulla correttezza del discorso, a prescindere dal tipo di realtà indicata dal discorso stesso). Da questo punto di vista, si può asserire che la dialettica aristotelica sia il primo tentativo di costruire una logica formale.

La logica aristotelica è di fatto la prima forma storica di calcolo letterale, fondamento dell'algebra, perché per la prima volta -nel soggetto e predicato delle due premesse e della conclusione del sillogismo- si utilizza l'astrazione (qualcosa per indicare una terza cosa qualsiasi: lettera, parola, volendo anche un numero) e per questo scopo di astrazione si usano le lettere dell'alfabeto.

### Il metodo della divisione o processo dicotomico
La dialettica aristotelica riprende una serie di tecniche che venivano utilizzate da Platone e da almeno una parte dell'Accademia in riferimento alle idee, limitando l'oggetto di tali tecniche ai puri concetti universali. Tra queste tecniche spicca il metodo della divisione, utilizzato da Platone per giungere alla definizione di ciascuna idea e alla conoscenza dei rapporti di partecipazione tra idea e idea. Tale metodo è utilizzato da Aristotele non in riferimento alle idee, ma ai concetti universali. In base a tale metodo, per definire un'idea (o un concetto), è necessario inscrivere tale concetto in un insieme più esteso e suddividere quest'ultimo attraverso una serie di note caratteristiche, fino ad ottenere un insieme che abbia la stessa estensione dell'oggetto da definire. Ad esempio, volendo definire l'"uomo", si potrà partire dal concetto di "vivente" e suddividere i "viventi", in "animali" e "vegetali"; avendo poi riconosciuto che l'uomo è un animale, dividere gli animali in "volatili", "acquatici", "terrestri";  dunque, dopo aver diviso gli "animali terrestri" in "quadrupedi" e "bipedi", e aver riconosciuto che l'insieme indicato da quest'ultima partizione si identifica con l'insieme degli uomini, asserire che la definizione di uomo è "animale terrestre bipede".
```
                                    Vivente
                                      |
                              ----------------
                              |              |
                          Vegetale       Animale
                                             | 
		           	   ---------------------------
                                   |         |               |
                              Volatile   Acquatico	  Terrestre
							     |
                                                         ----------------
                                                         |  		|
                                                   Quadrupede	      Bipede
                                                                      = uomo

```

L'applicazione di questo metodo ha come risultato, tra le altre cose, la formazione di gerarchie di concetti in ordine di estensione decrescente, posti in maniera tale che l'insieme relativo ad ogni concetto includa l'insieme relativo al concetto subordinato e sia incluso nell'insieme relativo al concetto sovraordinato (così l'insieme degli animali, ad esempio, è incluso nell'insieme dei viventi e, a sua volta, include gli insiemi degli animali acquatici, volatili e terrestri). Platone intendeva questa gerarchia di concetti come una gerarchia di idee (in questo senso il metodo della divisione risultava utile a scoprire i rapporti di partecipazione tra idee). Anche se Aristotele non sembra attribuire a questi concetti un'esistenza separata (e dunque lo statuto ontologico di idee), questi utilizza, nel designare tali concetti, i termini, genere (in greco genos) e specie (in greco eidos),  che Platone aveva impiegato in riferimento alle idee.  Questi termini, tuttavia, sono utilizzati in maniera nuova: se in una gerarchia risultante dall'applicazione del metodo della divisione un termine ne include un altro, il primo termine risulterà essere genere del secondo e il secondo specie  del primo (il termine più esteso sarà genere di quello meno esteso e quello meno esteso sarà specie di quello più esteso). "Vivente" sarà genere di "animale", di "animale terrestre", di "uomo"; "animale" sarà specie di "vivente" e sarà genere di "animale volatile", "animale acquatico", "animale terrestre", "uomo", ecc.  "Uomo" sarà specie di "animale", "vivente", ecc., ma non sarà genere di nulla, visto che il concetto di uomo non si predica di nulla se non dei singoli uomini.
Si diceva che le  note caratteristiche che portano ad individuare l'insieme dell'uomo vengono a costituirne la definizione. Questo ci porta ad evidenziare alcuni dei tratti che deve possedere una definizione per essere corretta: la definizione deve essere un'espressione composita (cioè costituita di più nomi, come "animale terrestre") e deve individuare un insieme che abbia esattamente la stessa estensione dell'insieme individuato dall'oggetto da definirsi. Ad esempio, la definizione di uomo, per essere corretta, dovrà applicarsi a tutti gli uomini e non potrà applicarsi a nessuna cosa che non sia un uomo. Un'espressione come "animale terrestre bipede miope" non è la definizione di "uomo" perché non si applica a tutti gli uomini, ma solo a quelli che sono miopi (mentre gli uomini presbiti o quelli che ci vedono bene restano fuori). Un'espressione come "animale terrestre" non è la definizione di "uomo" perché si applica, sì, a tutti gli uomini, ma anche a molti animali che non sono uomini (i cavalli, ad esempio) e dunque non permette di distinguere ciò che è un uomo, da ciò che non lo è. Una definizione corretta di "uomo" (secondo Aristotele "animale terrestre bipede") dovrà essere tale che di ogni cosa di cui si predichi la definizione si predichi il termine "uomo" e di ogni cosa di cui si predichi il termine "uomo" si predichi la definizione. 
Secondo Aristotele, volendo garantire che la definizione abbia la stessa estensione del definiendum (cioè, dell'oggetto da definirsi), sarà sufficiente inscrivere quest'ultimo nel genere immediatamente più esteso (ad esempio inscrivere l'"uomo" nell'"animale terrestre") e aggiungere una nota caratteristica che permetta di individuare proprio l'oggetto di cui si è alla ricerca (ad esempio, il termine "bipede" permette di riconoscere gli animali terrestri che sono uomini da quelli che non lo sono). Il genere immediatamente più esteso del definiendum (ad esempio "animale terrestre" rispetto a "uomo") viene denominato da Aristotele genere prossimo. La nota caratteristica che si utilizza per suddividere questo genere e individuare il definiendum (rispetto a "uomo", "bipede") è denominata differenza specifica. Per questo, Aristotele asserisce che la definizione si produce attraverso il genere prossimo e la differenza specifica.

### La predicazione essenziale
Fino a questo punto si è insistito soltanto su una delle due caratteristiche che, secondo Aristotele,  una definizione deve possedere per essere corretta: finora si è evidenziato che una definizione deve avere la stessa estensione del definiendum, deve riferirsi cioè allo stesso numero di oggetti cui si rivolge il definiendum, individuando esattamente l'insieme indicato da questo. In realtà questo non basta: ci sono tanti predicati che hanno la stessa estensione del definiendum (ad esempio dell'"uomo" posso dire che è "capace di ridere" o che è "capace di apprendere la grammatica" o che è "il più intelligente tra tutti i viventi"), ma uno solo ne costituirà la definizione. Qual è, allora la caratteristica che deve distinguere la definizione da tutti gli altri predicati che hanno la stessa estensione del definiendum? Secondo Aristotele (ma in questo il filosofo non fa che sviluppare ed esporre in maniera sistematica un'intuizione del maestro Platone), una definizione deve spiegare "che cos'è" il definiendum. Una definizione deve costituire una risposta adeguata alla domanda "che cos'è?". In altre parole, Aristotele (e prima di lui Platone) si rende conto che tra i predicati di un oggetto soltanto alcuni rispondono alla domanda "che cos'è quel determinato oggetto?", mentre gli altri  forniscono altri tipi di informazioni (ad esempio "com'è", "quanto è?", "dove è?", ecc.). Nel caso dell'uomo, posso dire che "è un animale" (e questa costituisce una risposta adeguata alla domanda "che cos'è?"), ma posso dire anche che "è alto", "basso", "intelligente" e queste sono risposte a domande diverse ("quanto?", "come?"). Perché una definizione sia corretta, questa, oltre ad avere la stessa estensione del definiendum, deve rispondere in maniera adeguata alla domanda «che cos'è?». Il «che cos'è?» o essenza di una cosa, costituisce la sua vera natura, ciò che la cosa realmente è (e in Platone si identificava con le idee). La definizione, dunque, per essere adeguata, deve costituire un predicato coestensivo ed essenziale, rispetto al definiendum. In generale, quando si applica il metodo della divisione, i generi non dovranno soltanto includere le proprie specie, ma dovranno anche predicarsi in maniera essenziale (dunque esprimere il «che cos'è») di queste.

### La dottrina dei predicabili
Come si è visto, secondo Aristotele, nel momento in cui un predicato si dice di un soggetto, è possibile che questo sia coestensivo rispetto  al soggetto, oppure no; ed è possibile che questo si predichi in maniera essenziale del soggetto, oppure no. In base a questa duplice distinzione, Aristotele classifica i rapporti predicativi secondo quattro tipologie, che nel Medioevo saranno denominate i predicabili: si tratta di definizione, proprio, genere e accidente. Si è detto che la definizione è un predicato coestensivo rispetto al proprio soggetto e che ne esprima l'essenza. Se un predicato è coestensivo, ma non esprime l'essenza, questo sarà un proprio.  Il genere è un predicato non coestensivo rispetto al soggetto, ma più esteso; si è visto infatti che l'insieme relativo al genere deve includere quello relativo alla specie. Inoltre il genere, in quanto elemento primario della definizione, deve esprimere l'essenza del soggetto. Se un predicato non è né coestensivo né essenziale, questo sarà un accidente del soggetto. In realtà Aristotele definisce l'accidente in maniera diversa: asserisce infatti che l'accidente è quella determinazione che non è né definizione, né genere né proprio e che tuttavia si predica del soggetto (il che in ultima analisi significa connotare l'accidente come  predicato non coestensivo e non essenziale); fornisce poi una seconda definizione di accidente che equivale solo in parte alla prima: l'accidente  viene infatti definito come quel predicato che può appartenere o non appartenere al soggetto: in questo caso Aristotele fa riferimento alla distinzione tra rapporti predicativi in cui il predicato appartiene necessariamente al soggetto (come "animale" nei confronti di "uomo", visto che ogni uomo è necessariamente un animale e non può esistere un uomo che non sia animale); e rapporti in cui il predicato può appartenere e non appartenere al soggetto (ad esempio, un uomo può essere o non essere seduto, per cui, nel momento in cui si asserisce che un uomo è seduto si esprime un  accidente del soggetto). Riassumendo:
definizione = predicato essenziale e coestensivo;
proprio = predicato non essenziale e  coestensivo;
genere = predicato essenziale e  non coestensivo (più precisamente, secondo Aristotele, è genere ciò che si predica in maniera essenziale di molte cose differenti per specie);
accidente = predicato che non è né definizione, né proprio, né genere; oppure ciò che può appartenere e non appartenere ad uno stesso soggetto.

### La dottrina delle categorie
Abbiamo visto che Aristotele distingue quattro tipi di rapporto predicativo (definizione, proprio, genere, accidente) e oltre a questi si è accennato ad altre due possibili relazioni: quella della differenza specifica nei confronti del definiendum ("bipede" rispetto a "uomo") e quello della specie non ulteriormente divisibile nei confronti degli oggetti particolari (ad esempio "uomini"); queste due ultime relazioni predicative non sono del tutto inquadrabili nella dottrina dei predicabili. Abbiamo visto anche che le connessioni tra generi specie e differenze danno luogo alle colonne di predicati con struttura ad albero tipiche del metodo della divisione; tra le caratteristiche di queste colonne vi è quella per cui i termini posti più in alto esprimano l'essenza dei termini posti più in basso. Diversamente, l'accidente e il proprio  non esprimono l'essenza del proprio soggetto e dunque non fanno parte della stessa colonna di predicati del soggetto in questione. Evidentemente,  se esistono relazioni predicative che danno luogo a strutture ad albero, ne esistono altre essenziale fornisce del soggetto: ad esempio, se il termine "bello" si predica di "uomo", dal momento che questo non dirà ‘che cos'è’ l'uomo, ma ‘come è’ l'uomo, questo non ne esprimerà l'essenza, ma una qualità; se il termine "tre" si predica del termine "mela" nell'espressione "le mele sono tre", questo  risponderà alla domanda "quante sono le mele?" ed esprimerà una quantità. Secondo Aristotele  esistono dieci tipi di informazione che un predicato fornisce di un soggetto; questi sono: essenza, quantità, qualità, relazione, luogo, tempo, fare, patire, avere, giacere. Secondo Aristotele, inoltre, esistono due tipi di termini: quelli che esistono di per sé (cioè le sostanze) e quelli che esistono in quanto qualità, quantità, relazioni, ecc. delle sostanze. Ad esempio, "uomo" esiste di per sé, per il fatto che gli "uomini" esistono e hanno un'esistenza separata;  lo stesso si può dire per termini come "cavallo", "sasso", "sedia", ecc.  Un termine come "bianco" invece non esiste separatamente. Non vediamo mai il bianco in quanto tale, ma sempre una cosa bianca; il bianco, dunque esiste in quanto qualità di una sostanza; così non vediamo mai il "tre" ma sempre tre cose di un certo tipo, cosicché il "tre" esiste solo come quantità di un certo tipo di sostanza. Di conseguenza, in linea di principio, è possibile costruire un albero delle sostanze, in cui siano presenti le singole sostanze e i loro generi e specie (che ne esprimeranno l'essenza); un albero delle qualità, di cui faranno parte le singole qualità e i loro generi e specie; un albero delle quantità; un albero delle relazioni; ecc. Questi differenti alberi sono le categorie, ovvero, i generi supremi di tutta la realtà. Aristotele asserisce che l'essere non è un genere e che anzi la parola "essere" può avere molti significati. Tra questi significati quelli principali sono riferibili alle categorie (ogni volta che diciamo "essere" ci riferiamo ad una delle dieci categorie ognuna delle quali fa riferimento ad un certo tipo di essere); nell'ambito delle categorie il significato principale dell'essere è quello della sostanza, visto che tutte le cose classificabili in ciascuna delle altre categorie, sono in quanto qualità, quantità, relazioni, ecc. di una qualche sostanza; dunque, in ultima analisi, sono in virtù della sostanza. La realtà, diversamente da quanto avveniva secondo Platone, non è riconducibile ad un unico genere (l'essere, l'uno, il Bene, o quant'altro), ma è costituita di dieci grandi generi ognuno dei quali sarà distinto da tutti gli altri e non sarà ulteriormente riducibile ad un genere superiore. La realtà non possiede in questo senso una struttura unitaria (anche se possiede un'unità di fondo più profonda), ma è costituita da una molteplicità di settori. Di conseguenza (e questo è uno degli elementi fondamentali di novità del pensiero di Aristotele rispetto a quello di Platone), non si darà un'unica scienza di tutto il reale, attraverso la quale sia possibile ricondurre ad un unico principio i principi delle singole scienze: ogni scienza studierà un settore limitato della realtà, a partire dai suoi propri principi e mediante il suo proprio metodo.